# Виргиниды
Виргиниды (англ. Virginids) — метеорный поток. Существует целый ряд сильных и слабых метеорных потоков в комплексе Виргинид (англ. Virginid Complex), включая альфа-Виргиниды, гамма-Виргиниды, эта-Виргиниды, тета-Виргиниды, йота-Виргиниды, лямбда-Виргиниды, мю-Виргиниды, пи-Виргиниды, пси-Виргиниды, и Мартовские Виргиниды, появляющиеся в основном из созвездия Девы в период времени с февраля по май. В целом метеорный поток длится с конца января до середины апреля и начала мая, пик активности приходится на март и апрель, в среднем наблюдается один-два метеора в час. Главный радиант сдвигается в юго-восточном направлении из созвездия Льва в конце января в центр созвездия Девы (рядом со Спикой) в середине мая.

## Альфа-Виргиниды
Альфа-Виргиниды длятся с 10 марта до 6 мая, пик активности происходит между 7 и 18 апреля, количество метеоров, наблюдаемых в течение часа, достигает 5-10. Впервые данный поток был обнаружен в 1895 году.

## Гамма-Виргиниды
Северные и Южные гамма-Виргиниды являются медленно движущимся малым метеорным потоком, Майские гамма-Виргиниды и Дневные гамма-Виргиниды движутся быстро. Источниками Северных и Южных гамма-Виргинид считаются 2002 FC и 2003 BD44. Данные потоки обычно наблюдаются с 5 по 21 апреля, пик активности приходится на 14-15 апреля, в час наблюдается менее пяти метеоров. Поток был открыт в 1895 году.

## Эта-Виргиниды
Метеорный поток эта-Виргинид наблюдается между 24 февраля и 27 марта, пик активности происходит вблизи 18 марта, в час наблюдается один-два метеора. Впервые данный поток был зарегистрирован в 1961 году.

## Тета-Виргиниды
Метеорный поток тета-Виргинид наблюдается с 10 марта по 21 апреля, пик активности происходит вблизи 20 марта, в час наблюдается от одного до трёх метеоров. Данный поток впервые наблюдался в 1850 году и был идентифицирован в 1948 году.

## Йота-Виргиниды
Йота-Виргиниды — малый дневной метеорный поток.

## Лямбда-Виргиниды
Лямбда-Виргиниды — малый дневной метеорный поток.

## Мю-Виргиниды
Мю-Виргиниды — малый метеорный поток, наблюдаемый в апреле и начале мая. Поток обычно длится с 1 апреля по 12 мая, пик активности приходится на 24-25 апреля. Радиант расположен вблизи созвездия Весов, в пике активности наблюдается 7-10 метеоров в час.

## Пи-Виргиниды
Метеорный поток пи-Виргиниды наблюдается между 13 февраля и 8 апреля, пик активности происходит между 3 и 9 марта, в час наблюдается 2-5 метеоров. Данный поток впервые наблюдался в 1908 году, был идентифицирован в 1948 году.

## Пси-Виргиниды
Пси-Виргиниды — малый дневной метеорный поток.

## Мартовские Виргиниды
Мартовские Виргиниды — малый метеорный поток; источником Северных Мартовских Виргинид считается 1998 SJ70. Бета-Леониды, длящиеся с 14 февраля до 25 апреля, пик активности которых приходится на 20 марта, также иногда называли Мартовскими Виргинидами.